# Cséry-telep
A Cséry-telep Budapest egykori szeméttelepe, mely ma közel 60 hektáros területen fekszik a XVIII. kerületi Ipacsfa utca mentén a Közdülő és a Kettős Körös utcák között. A telep a 2010-ben átadott csepeli szennyvíztisztítóból kikerülő szennyvíziszap komposztálásának tervezett helyszíne, a komposztáló megépítése azonban számos vitát és széles körű lakossági ellenállást váltott ki, ami miatt a kerületi önkormányzat végül elállt a megvalósítástól.

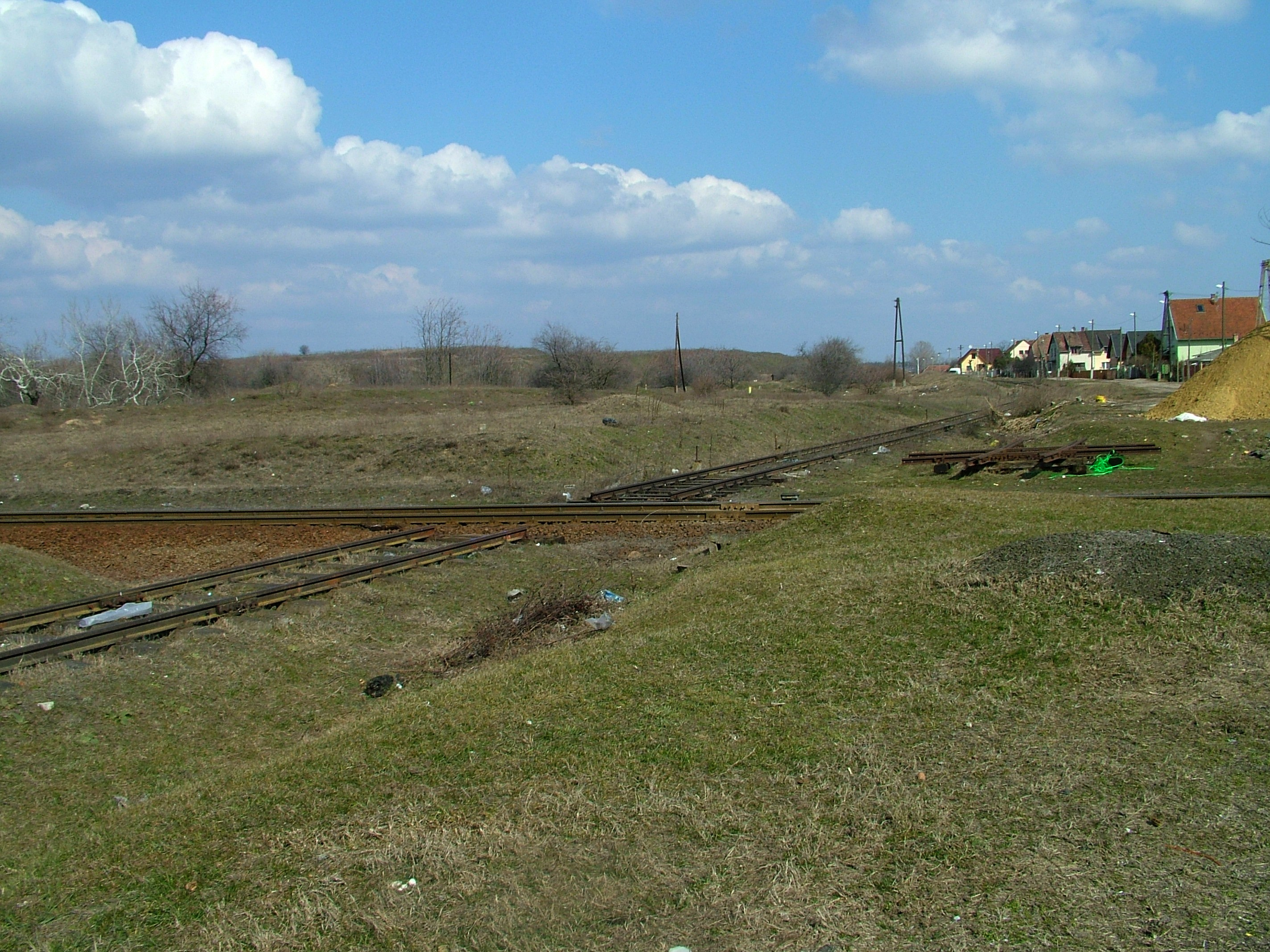
A Cséry-telep mára növényzettel borított szemétdombjai a Nagy Burma-vasút és a egykori keresztezése mögött magasodnak

## Története
Cséry Lajos 1872-ben vásárolt egy 2600 holdas földbirtokot az akkor Vecséshez tartozó Pusztaszentlőrinc területén. Az uradalomban tehenészete és gyümölcsösei voltak, és félmillió facsemetét ültetett el a dűlőutak mentén. Az 1890-es években szerződést kötött a fővárossal az ottani szemét feldolgozására, melynek helyéül birtoka déli részét jelölte ki. ide a saját maga által üzemeltetett vasútvonalon érkezett a budapesti szemét, amely feldolgozására Cséry 1893-ban szabadalmat jelentett be. Az eljárás során az elhumuszosodott szemétből adalékanyagok hozzáadásával szerves trágyát állított elő, melyet kertészetek és szőlészetek számára értékesített.
A vállalkozás 1900-ban részvénytársasággá alakult, és bár nyugat-európai szakemberek is meglátogatták a telepet és tanulmányozták az itteni eljárásokat (Uránia folyóirat, 1902), az elszállított szemét mennyiségéről zajló folyamatos viták miatt a főváros Cséryvel 1906-ban szerződést bontott, majd a vállalkozás 1913-ra csődbe ment.
A telepet és az épületeket ekkor a főváros vette meg és folytatta működtetésüket. 1949-től tőzeg segítségével trágyagyártásba is kezdtek, melyet a Szervestrágya Gyűjtő és Értékesítő Nemzeti Vállalat végzett.
A sokszor nevet változtató vállalat 1952-től Fővárosi Talajerőgazdálkodási és Értékesítési Vállalatként működött.
Ekkor még tartályos lovaskocsikkal gyűjtötték a szemetet, majd 1958-tól hulladékgyűjtő teherautókat is forgalomba állítottak. A Cséry-telep hivatalosan 1960-ig üzemelt szemétlerakóként, de szippantós kocsik még a 2000-es években is ide hordták a rakományukat (a szemetet ezután megszűnt bányák feltöltésére használták, ilyen volt például a pestszentlőrinci téglagyár területe is).
A telepet működtető cég 1978-tól Fővárosi Településtisztasági Szolgáltató Vállalat, 1996-től pedig Fővárosi Településtisztasági és Környezetvédelmi Kft. néven működik. A terület jelenleg a Fővárosi Önkormányzat tulajdonában van.
A telepnek vasúti összeköttetése volt a Nagykőrösi úti vágányokkal, amin az M5-ös autópálya megépülte előtt villamosok közlekedtek. (Ez a belváros felől közvetlenül a telepre futott be.) Pestszentimre felől pedig a Dél-Pestet átszelő Nagy-Burma iparvágánnyal egy delta formájában. 1957-ben a szemétvasút belváros felőli csatlakozását elbontották és a telepet délről elkerülve új nyomvonalon egyvágányú pálya épült a régi 51-es villamos számára a Bivalyréten Pestszentimréig. A villamosvonal 1938 és 1983 között üzemelt.

## A szeméthegy

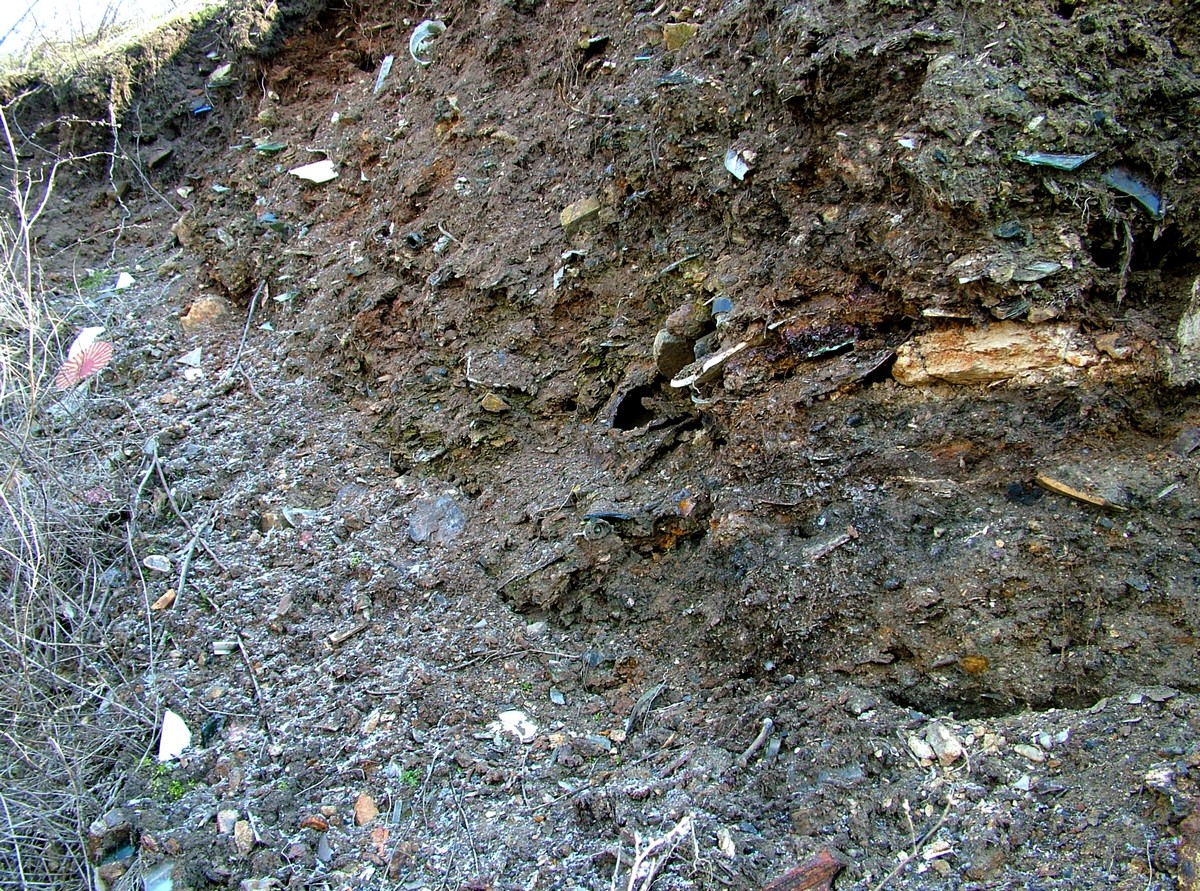
Cséry-dombok rétegződése

Az 1910-es évekre, amikor Cséry vállalkozása tönkrement a szeméthegy 1,5 kilométer hosszú, 100-800 méter széles és helyenként 20-25 méter magas volt.
Már ekkor guberálók lepték el a telepet, akik főleg a fűtésre alkalmas "Cséry-koksz" után kutattak.
A szeméthegy egy 1968-as felmérés szerint 5,2 millió m³ anyagot tartalmaz, melyből 2,5 millió tonna szervesanyag-keverék nyerhető ki. A szemét feldolgozását ekkorra már gépesítették, fázisai a válogatás (színesfémek, üveg, csont), rostálás (humusz) és a keverés (fekália, csatornaiszap) voltak. Ezekből 5-6 féle szerves trágyát állítottak elő, melyet kertészetek, gyümölcsösök, szőlészetek vásároltak meg.
A telepen becslések szerint jelenleg kb. 10 millió m³ anyag van, amely veszélyes hulladékokat is tartalmaz.

## A szennyvíziszap-komposztáló
A fővárosi és a XVIII. kerületi önkormányzatok 2003-ban írtak alá szerződést a Cséry-telepen létesítendő Budapesti Központi Szennyvíztisztító beruházáshoz kapcsolódó komposztáló felépítéséről. A beruházás az Élő Duna projekt része, melynek további elemei a Ferencvárosi Átemelő Telep, az Albertfalvai Átemelő Telep és a Kelenföldi Átemelő Telep bővítése, a Budai Duna-parti Főgyűjtő Csatorna és a Csepeli Központi Szennyvíztisztító Telep, valamint egy 2X1 sávos aluljáróút és egy 1240 méter hosszú árvízvédelmi töltés építése.
A pályázatot 2004 decemberében az Európai unió is jóváhagyta 428,7 millió euró költségvetéssel, melyből 65% az uniós támogatás.
A tervek szerint a Csepelen fertőtlenített és szagtalanított évi 67 000 tonna szennyvíziszapot 20 köbméteres tartályokban, közúton szállítják a Cséry-telepre. Itt 15-20% faanyag, zöldhulladék hozzáadásával évi 26 500 tonna komposzt állítható elő.

### Érvek mellette
- A Cséry-telep már a főváros tulajdonában van.
- A beruházáshoz kapcsolódóan megépül a Külső Keleti Körút XVIII. kerületi szakasza, megvalósul Pestszentimre teljes csatornázottsága.
- A komposztálót lakott területektől 300 méteres erdősávval kell elválasztani (emiatt nem fér el a telep a szennyvíztisztító mellett, a Csepel-szigeten), mely itt már részben megvan (Pestszentimre szélső házainak távolsága a teleptől légvonalban 300 méter, de az erdősáv éppen itt hiányzik)
- Az előállított szerves anyagból megvalósítható a Cséry-telep teljes rekultivációja: a felső 1 méteres talajréteg cseréje az üzem 4-5 évi termeléséből megoldható.
- A tervezett szállítási útvonalra vonatkozó forgalombecslés szerint óránként 500-1200 személyautó és 50-250 teherautó várható, az ehhez adódó óránkénti 1-2 ide közlekedő jármű nem jelentene érzékelhető forgalomnövekedést.[4]
- Sem a vízi sem a vasúti szállítás nem oldható meg hatékonyan sem a Cséry-telepre sem egy esetlegesen máshol felépült komposztálóba, mert ennek hiányoznak a műszaki feltételei (átrakodó és ideiglenes tároló berendezések), valamint a kikötőig is teherautóval kellene szállítani.
- Az így rekultivált terület a laza szerkezetű talaj miatt építkezésre alkalmatlan, itt erdő vagy park alakítható ki.
- Mivel az uniós projekteken általában csak egy módosítás hajtható végre - ez már a budai főgyűjtő csatorna nyomvonalának az UNESCO javaslatára történt átrajzolásával megtörtént - ha nem itt épülne a komposztáló, az uniós támogatás elveszne (kb. 300 millió euró).

### Érvek ellene
- A csepeli szennyvíztisztító és a Cséry-telep közötti 25 km-es távolságon az iszapot teherautókkal szállítva évi 2 680, vagyis 250 munkanappal számolva napi 10 fuvar szükséges. Ezen kívül napi 28 fuvar zöldhulladékot szállító teherautóra lehet számítani (és a keletkezett komposzt esetleges elszállítása esetén további teherautókra is). A szállítási mód tehát drága és nem környezetbarát, ezen kívül a környék kertvárosi övezetében hatalmas forgalomnövekedést okozna.
- Pestszentimre csatornázása a komposztáló nélkül is megoldható 2010 végéig, mivel az uniós pénzek jobb elosztása érdekében átkerült a "Budapest teljes csatornázása" projektbe.
- Mivel határidőre nem valósult meg a Külső Kerületi Körút érintett szakaszának megépítése, a szállításhoz új útvonalat kell engedélyeztetni a környezetvédelmi hatóságokkal.
- Ha a telep komposzttermelését 4-5 évig felemészti a környék rekultivációja, akkor ez alatt az idő alatt nem várható a komposzt értékesítéséből származó bevétel.
- Az esetlegesen - leghamarabb 2015-re - elkészülő közpark közepén lévő komposztálóba kb. 10 percenként hajtana be- vagy ki egy teherautó.
- Az iszap zárt rendszerű kezelésének ellenére a lakosság a szaghatásoktól és a talajt érintő szennyeződésektől is tart. Egy 2009 tavaszi telefonos közvélemény-kutatás szerint a kerület lakosságának többsége ellenzi a beruházást.[5]
- Bár a főváros helyrehozná a Cséry-telep több mint száz éve szemétlerakóként működő területét, ennek árát a többlet-csatornadíjakból a lakosság fizetné meg.[2]

### A jelenlegi helyzet
A lakossági fórumokon tapasztalt ellenállás és a forráshiány miatt a XVIII. kerületi önkormányzat 2008 nyarán a fővárossal kötött szerződés újratárgyalását és a beruházás elvetését kezdeményezte. Hozzájárult ehhez az is, hogy a főváros a 2003-as szerződésben vállalt kötelezettségeit nem teljesítette (Pestszentimre csatornázása, Külső Kerületi Körút). Miután az Európai Unió szakértői is hozzájárultak a felülvizsgálathoz, 2009. február 16-ai sajtótájékoztatón a kerület vezetése hivatalosan is bejelentette, hogy a szennyvíziszap-komposztáló nem épül meg.
A terület hasznosításával kapcsolatban logisztikai központ illetve egy Disneyland-jellegű vidámpark építése is felmerült.

## Cséry-szeméttelep Kispesten
Kispest határában is létezett egy Cséry-féle szeméttelep, körülbelül a mai Nagykőrösi út - Vas Gereben utca - Nádasdy utca - Hoffher Albert utca által határolt területen. A telep felszámolását 1933-ban kezdték el az akkori kormány támogatásával. A felszámolás eredményeként 60 hold földterület vált ismét használhatóvá. A terület végleges beépítése a második világháború után kezdődött el; itt épült fel 1949-1964 között az Élmunkás lakótelep.

## Külső hivatkozások
- Vadász Ábel - Haláltó és fehér kupacok: belógtunk a Cséry-telepre, kármentesítésnek még semmi nyoma (Átlátszó.hu, 2020.07.21.)